# 25892 Funabashi
25892 Funabashi este o planetă minoră (asteroid) din centura de asteroizi. A fost descoperită pe 22 noiembrie 2000 la Bisei Spaceguard Center⁠(d) de BATTeRS⁠(d). 
Obiectul prezintă o orbită caracterizată de o semiaxă mare de 1,9141313 UAi, o excentricitate de 0,08, o înclinație de 24,94528 ° în raport cu ecliptica.